# زو (سمك)
زو (الاسم العلمي: Zu)، جنس أسماك صغيرة من فصيلة العنجيليات تضم نوعان معترف بها.
- Zu cristatus (Bonelli, 1819) (سمكة ذات الوشاح المروحية)
- Zu elongatus Heemstra & Kannemeyer, 1984 سمك ذات الوشاح مستدقة الذيل)

عُثر على السمكة ذات الوشاح المروحية حول محيطات العالم في خطوط العرض الاستوائية، لكن السمكة ذات الوشاح مستدقة الذيل يقتصر وجودها على جنوب شرق المحيط الأطلسي.